# فهرست بهترین گلزنان لیگ برتر فوتبال انگلستان به تفکیک فصل
لیست بهتری گلزنان لیگ برتر فوتبال انگلستان به تفکیک فصل از سال 1992

## ۹۳–۱۹۹۲
| رتبه | بازیکن         | باشگاه                         | گل |
| ---- | -------------- | ------------------------------ | -- |
| ۱    | تدی شرینگهام   | ناتینگهام فارست تاتنهام هاتسپر | ۲۲ |
| ۲    | لس فردیناند    | کویینز پارک رنجرز              | ۲۰ |
| ۳    | دین هولدوورث   | ویمبلدون                       | ۱۹ |
| ۴    | میکی کویین     | کاونتری سیتی                   | ۱۷ |
| ۵    | آلن شیرر       | بلکبرن راورز                   | ۱۶ |
| ۵    | دیوید ویث      | منچستر سیتی                    | ۱۶ |
| ۷    | کریس آرمسترانگ | کریستال پالاس                  | ۱۵ |
| ۷    | اریک کانتونا   | لیدز یونایتد منچستر یونایتد    | ۱۵ |
| ۷    | برایان دین     | شفیلد یونایتد                  | ۱۵ |
| ۷    | مارک هیوز      | منچستر یونایتد                 | ۱۵ |
| ۷    | متیو لو تیسیه  | ساوت‌همپتون                     | ۱۵ |
| ۷    | مارک روبینز    | نورویچ سیتی                    | ۱۵ |
| ۷    | پل ویلکینسون   | میدلزبورو                      | ۱۵ |
| ۷    | یان رایت       | آرسنال                         | ۱۵ |

## ۹۴–۱۹۹۳
| رتبه | بازیکن        | باشگاه          | گل |
| ---- | ------------- | --------------- | -- |
| ۱    | اندرو کول     | نیوکاسل یونایتد | ۳۴ |
| ۲    | آلن شیرر      | بلکبرن          | ۳۱ |
| ۳    | متیو لو تیسیه | ساوت‌همپتون      | ۲۵ |
| ۳    | کریس ساتن     | نورویچ سیتی     | ۲۵ |
| ۵    | یان رایت      | آرسنال          | ۲۳ |
| ۶    | پیتر بیردزلی  | نیوکاسل یونایتد | ۲۱ |
| ۷    | مارک برایت    | شفیلد ونزدی     | ۱۹ |
| ۸    | اریک کانتونا  | منچستر یونایتد  | ۱۸ |
| ۹    | دین هولدوورث  | ویمبلدون        | ۱۷ |
| ۹    | رود والاس     | لیدز یونایتد    | 17 |

## ۹۵–۱۹۹۴
| رتبه | بازیکن        | باشگاه                         | گل |
| ---- | ------------- | ------------------------------ | -- |
| ۱    | آلن شیرر      | بلکبرن راورز                   | ۳۴ |
| ۲    | رابی فاولر    | لیورپول                        | ۲۵ |
| ۳    | لس فردیناند   | کویینز پارک رنجرز              | ۲۴ |
| ۴    | استن کالیمور  | ناتینگهام فارست                | ۲۲ |
| ۵    | اندرو کول     | نیوکاسل یونایتد/منچستر یونایتد | ۲۱ |
| ۵    | یورگن کلینزمن | تاتنهام هاتسپر                 | ۲۱ |
| 7    | متیو لو تیسیه | ساوت‌همپتون                     | ۲۰ |
| ۸    | تدی شرینگهام  | تاتنهام هاتسپر                 | ۱۸ |
| ۸    | یان رایت      | آرسنال                         | ۱۸ |
| ۱۰   | اوه روسلر     | منچستر سیتی                    | ۱۵ |
| ۱۰   | دین ساندرز    | استون ویلا                     | ۱۵ |
| ۱۰   | کریس ساتن     | بلکبرن راورز                   | ۱۵ |

## ۹۶–۱۹۹۵
| رتبه | بازیکن          | باشگاه          | گل |
| ---- | --------------- | --------------- | -- |
| ۱    | آلن شیرر        | بلکبرن راورز    | ۳۱ |
| ۲    | رابی فاولر      | لیورپول         | ۲۸ |
| ۳    | لس فردیناند     | نیوکاسل یونایتد | ۲۵ |
| ۴    | دوایت یورک      | استون ویلا      | ۱۷ |
| ۵    | آندری کانچلسکیس | اورتون          | ۱۶ |
| ۵    | تدی شرینگهام    | تاتنهام هاتسپر  | ۱۶ |
| ۷    | کریس آرمسترانگ  | تاتنهام هاتسپر  | ۱۵ |
| ۷    | یان رایت        | آرسنال          | ۱۵ |
| ۹    | اریک کانتونا    | منچستر یونایتد  | ۱۴ |
| ۹    | استن کالیمور    | لیورپول         | ۱۴ |
| ۹    | دیون دابلین     | کاونتری سیتی    | ۱۴ |

## ۹۷–۱۹۹۶
| رتبه | بازیکن            | باشگاه          | گل  |
| ---- | ----------------- | --------------- | --- |
| ۱    | آلن شیرر          | نیوکاسل یونایتد | ۲۵  |
| ۲    | یان رایت          | آرسنال          | ۲۳  |
| ۳    | رابی فاولر        | لیورپول         | ۱۸  |
| ۳    | اوله گانر سولسشیر | منچستر یونایتد  | ۱۸= |
| ۵    | دوایت یورک        | استون ویلا      | ۱۷  |
| ۶    | لس فردیناند       | نیوکاسل یونایتد | ۱۶  |
| ۶    | فابریزیو راوانلی  | میدلزبورو       | ۱۶  |
| ۸    | دیون دابلین       | کاونتری سیتی    | ۱۳  |
| ۸    | متیو لو تیسیه     | ساوت‌همپتون      | ۱۳  |
| ۱۰   | دنیس برکمپ        | آرسنال          | ۱۲  |
| ۱۰   | استیو کلاریج      | لستر سیتی       | ۱۲  |
| ۱۰   | استن کالیمور      | لیورپول         | ۱۲  |
| ۱۰   | جونینهو پائولیستا | میدلزبورو       | ۱۲  |

## ۹۸–۱۹۹۷
| رتبه | بازیکن             | باشگاه         | گل |
| ---- | ------------------ | -------------- | -- |
| ۱    | دیون دابلین        | کاونتری سیتی   | ۱۸ |
| ۱    | مایکل اوون         | لیورپول        | ۱۸ |
| ۱    | کریس ساتن          | بلکبرن راورز   | ۱۸ |
| ۴    | دنیس برکمپ         | آرسنال         | ۱۶ |
| ۴    | کوین گالاچر        | بلکبرن راورز   | ۱۶ |
| ۴    | جیمی فلوید هاسلبنک | لیدز یونایتد   | ۱۶ |
| ۷    | اندرو کول          | منچستر یونایتد | ۱۵ |
| ۷    | جان هارتسون        | وستهام یونایتد | ۱۵ |
| ۹    | دارن هوکربی        | کاونتری سیتی   | ۱۴ |
| ۱۰   | پائول وانچوپ       | دربی کانتی     | ۱۳ |

## ۹۹–۱۹۹۸
| رتبه | بازیکن             | باشگاه         | گل |
| ---- | ------------------ | -------------- | -- |
| ۱    | جیمی فلوید هاسلبنک | لیدز یونایتد   | ۱۸ |
| ۱    | مایکل اوون         | لیورپول        | ۱۸ |
| ۱    | دوایت یورک         | منچستر یونایتد | ۱۸ |
| ۴    | نیکولا آنلکا       | آرسنال         | ۱۷ |
| ۴    | اندرو کول          | منچستر یونایتد | ۱۷ |
| ۶    | همیلتون ریکارد     | میدلزبورو      | ۱۵ |
| 7    | دیون دابلین        | استون ویلا     | ۱۴ |
| 7    | رابی فاولر         | لیورپول        | ۱۴ |
| 7    | جولیان جواچیم      | استون ویلا     | ۱۴ |
| 7    | آلن شیرر           | نیوکاسل        | ۱۴ |

## ۲۰۰۰–۱۹۹۹
| رتبه | بازیکن          | باشگاه         | گل |
| ---- | --------------- | -------------- | -- |
| ۱    | کوین فیلیپس     | ساندرلند       | ۳۰ |
| ۲    | آلن شیرر        | نیوکاسل        | ۲۳ |
| ۳    | دوایت یورک      | منچستر یونایتد | ۲۰ |
| ۴    | مایکل بریجز     | لیدز یونایتد   | ۱۹ |
| ۴    | اندرو کول       | منچستر یونایتد | ۱۹ |
| ۶    | تیری آنری       | آرسنال         | ۱۷ |
| ۷    | پائولو دی کانیو | وستهام یونایتد | ۱۶ |
| ۸    | کریس آرمسترانگ  | تاتنهام        | ۱۴ |
| ۸    | استفن ایورسن    | تاتنهام        | ۱۴ |
| ۸    | نیال کوین       | ساندرلند       | ۱۴ |

## ۰۱–۲۰۰۰
| رتبه | بازیکن             | باشگاه         | گل |
| ---- | ------------------ | -------------- | -- |
| 1    | جیمی فلوید هاسلبنک | چلسی           | ۲۳ |
| 2    | مارکوس استوارت     | ایپسوییج تاون  | ۱۹ |
| 3    | تیری آنری          | آرسنال         | ۱۷ |
| 3    | مارک ویدوکا        | لیدز یونایتد   | ۱۷ |
| 5    | مایکل اوون         | لیورپول        | ۱۶ |
| 6    | تدی شرینگهام       | منچستر یونایتد | ۱۵ |
| 7    | امیل هسکی          | لیورپول        | ۱۴ |
| 7    | کوین فیلیپس        | ساندرلند       | ۱۴ |
| 9    | آلن بوکشیچ         | میدلزبورو      | ۱۲ |
| ۱۰   | جیمز بیتی          | ساوت‌همپتون     | ۱۱ |
| ۱۰   | جاناتان یوهانسون   | چاررلتون       | ۱۱ |
| ۱۰   | فردریک کانوته      | وستهام یونایتد | ۱۱ |
| ۱۰   | گاس پویت           | چلسی           | ۱۱ |
| ۱۰   | آلن اسمیت          | لیدز یونایتد   | ۱۱ |

## ۰۲–۲۰۰۱
| رتبه | بازیکن             | باشگاه                | گل |
| ---- | ------------------ | --------------------- | -- |
| ۱    | تیری آنری          | آرسنال                | ۲۴ |
| ۲    | جیمی فلوید هاسلبنک | چلسی                  | ۲۳ |
| ۲    | رود فن نیستلروی    | منچستر یونایتد        | ۲۳ |
| ۲    | آلن شیرر           | نیوکاسل               | ۲۳ |
| ۵    | مایکل اوون         | لیورپول               | ۱۹ |
| ۶    | اوله گانر سولسشیر  | منچستر یونایتد        | ۱۷ |
| ۷    | رابی فاولر         | لیورپول/لیدز          | ۱۵ |
| ۸    | ایدور گودیانسن     | چلسی                  | ۱۴ |
| ۸    | ماریان پاهارس      | ساوت‌همپتون            | ۱۴ |
| ۱۰   | اندرو کول          | منچستر یونایتد/بلکبرن | ۱۳ |

## ۰۳–۲۰۰۲
| رتبه | بازیکن          | باشگاه         | گل |
| ---- | --------------- | -------------- | -- |
| ۱    | رود فن نیستلروی | منچستر یونایتد | ۲۵ |
| ۲    | تیری آنری       | آرسنال         | ۲۴ |
| ۳    | جیمز بیتی       | ساوت‌همپتون     | ۲۳ |
| ۴    | مارک ویدوکا     | لیدز یونایتد   | ۲۰ |
| ۵    | مایکل اوون      | لیورپول        | ۱۹ |
| ۶    | آلن شیرر        | نیوکاسل        | ۱۷ |
| ۷    | نیکولا آنلکا    | منچستر سیتی    | ۱۵ |
| ۸    | جان‌فرانکو زولا  | چلسی           | ۱۴ |
| ۸    | رابرت پیرس      | آرسنال         | ۱۴ |
| ۸    | هری کیول        | لیدز یونایتد   | ۱۴ |
| ۸    | پل اسکولز       | منچستر یونایتد | ۱۴ |

## ۰۴–۲۰۰۳
| رتبه | بازیکن          | باشگاه               | گل |
| ---- | --------------- | -------------------- | -- |
| ۱    | تیری آنری       | آرسنال               | ۳۰ |
| ۲    | آلن شیرر        | نیوکاسل              | ۲۲ |
| ۳    | لوئی ساها       | منچستر یونایتد/فولام | ۲۰ |
| ۳    | رود فن نیستلروی | منچستر یونایتد       | ۲۰ |
| ۵    | میکل فورسل      | بیرمنگام سیتی        | ۱۷ |
| ۶    | نیکولا آنلکا    | منچستر سیتی          | ۱۶ |
| ۶    | خوان پابلو آنجل | استون ویلا           | ۱۶ |
| ۶    | مایکل اوون      | لیورپول              | ۱۶ |
| ۶    | یاکوبو آییگبنی  | پورتس‌موث             | ۱۶ |
| ۱۰   | جیمز بیتی       | ساوت‌همپتون           | ۱۴ |
| ۱۰   | رابی کین        | تاتنهام              | ۱۴ |
| ۱۰   | رابرت پیرس      | آرسنال               | ۱۴ |

## ۰۵–۲۰۰۴
| رتبه | بازیکن             | باشگاه        | گل |
| ---- | ------------------ | ------------- | -- |
| ۱    | تیری آنری          | آرسنال        | ۲۵ |
| ۲    | اندرو جانسون       | کریستال پالاس | ۲۱ |
| ۳    | رابرت پیرس         | آرسنال        | ۱۴ |
| ۴    | جرمین دفو          | تاتنهام       | ۱۳ |
| ۴    | جیمی فلوید هاسلبنک | میدلرزبورو    | ۱۳ |
| ۴    | فرانک لمپارد       | چلسی          | ۱۳ |
| ۴    | یاکوبو آییگبانی    | پورتسموث      | ۱۳ |
| ۸    | اندرو کول          | فولام         | ۱۲ |
| ۸    | پیتر کراوچ         | ساوت‌همپتون    | ۱۲ |
| ۸    | ایدور گودیانسن     | چلسی          | ۱۲ |

## ۰۶–۲۰۰۵
| رتبه | بازیکن          | باشگاه         | گل |
| ---- | --------------- | -------------- | -- |
| ۱    | تیری آنری       | آرسنال         | ۲۷ |
| ۲    | رود فن نیستلروی | منچستر یونایتد | ۲۱ |
| ۳    | دارن بنت        | چارلتون اتلتیک | ۱۸ |
| ۴    | رابی کین        | تاتنهام        | ۱۶ |
| ۴    | فرانک لمپارد    | چلسی           | ۱۶ |
| ۴    | وین رونی        | منچستر یونایتد | ۱۶ |
| ۷    | مارلون هاروود   | وستهام         | ۱۴ |
| ۸    | کرگ بلیمی       | بلکبرن         | ۱۳ |
| ۸    | یاکوبو آییگبانی | میدلزبورو      | ۱۳ |
| ۱۰   | هنری کامارا     | ویگان          | ۱۲ |
| ۱۰   | دیدیه دروگبا    | چلسی           | ۱۲ |

## ۰۷–۲۰۰۶
| رتبه | بازیکن            | باشگاه         | گل |
| ---- | ----------------- | -------------- | -- |
| ۱    | دیدیه دروگبا      | چلسی           | ۲۰ |
| ۲    | بنی مک‌کارتی       | بلکبرن         | ۱۸ |
| ۳    | کریستیانو رونالدو | منچستر یونایتد | ۱۷ |
| ۴    | وین رونی          | منچستر یونایتد | ۱۴ |
| ۴    | مارک ویدوکا       | میدلزبورو      | ۱۴ |
| ۶    | دارن بنت          | چارلتون        | ۱۳ |
| ۶    | کوین دویل         | ردینگ          | ۱۳ |
| ۸    | دیمیتار برباتوف   | تاتنهام        | ۱۲ |
| ۸    | درک کویت          | لیورپول        | ۱۲ |
| ۸    | یاکوبو آییگبنی    | میدلزبورو      | ۱۲ |

## ۰۸–۲۰۰۷
| رتبه | بازیکن            | باشگاه                 | گل |
| ---- | ----------------- | ---------------------- | -- |
| ۱    | کریستیانو رونالدو | منچستر یونایتد         | ۳۱ |
| ۲    | فرناندو تورس      | لیورپول                | ۲۴ |
| ۲    | امانوئل آدبایور   | آرسنال                 | ۲۴ |
| ۴    | روکه سانتا کروز   | بلکبرن                 | ۱۹ |
| ۵    | بنجانی موارواری   | پورتسموث / منچستر سیتی | ۱۵ |
| ۵    | دیمیتار برباتوف   | تاتنهام                | ۱۵ |
| ۵    | رابی کین          | تاتنهام                | ۱۵ |
| ۵    | یاکوبو آییگبنی    | اورتون                 | ۱۵ |
| ۹    | کارلوس توس        | منچستر یونایتد         | ۱۴ |
| ۱۰   | جان کریو          | استون ویلا             | ۱۳ |

## ۰۹–۲۰۰۸
| رتبه | بازیکن            | باشگاه         | گل |
| ---- | ----------------- | -------------- | -- |
| ۱    | نیکولا آنلکا      | چلسی           | ۱۹ |
| ۲    | کریستیانو رونالدو | منچستر یونایتد | ۱۸ |
| ۳    | استیون جرارد      | لیورپول        | ۱۶ |
| ۴    | روبینیو           | منچستر سیتی    | ۱۴ |
| ۴    | فرناندو تورس      | لیورپول        | ۱۴ |
| ۶    | گابریل آگبونلاهور | استون ویلا     | ۱۲ |
| ۶    | دارن بنت          | تاتنهام        | ۱۲ |
| ۶    | کوین دیویس        | بولتون         | ۱۲ |
| ۶    | درک کویت          | لیورپول        | ۱۲ |
| ۶    | فرانک لمپارد      | چلسی           | ۱۲ |
| ۶    | وین رونی          | منچستر یونایتد | ۱۲ |

## ۱۰–۲۰۰۹
| رتبه | بازیکن            | باشگاه         | Goals |
| ---- | ----------------- | -------------- | ----- |
| ۱    | دیدیه دروگبا      | چلسی           | ۲۹    |
| ۲    | وین رونی          | منچستر یونایتد | ۲۶    |
| ۳    | دارن بنت          | ساندرلند       | ۲۴    |
| ۴    | کارلوس توس        | منچستر سیتی    | ۲۳    |
| ۵    | فرانک لمپارد      | چلسی           | ۲۲    |
| ۶    | فرناندو تورس      | لیورپول        | ۱۸    |
| ۶    | جرمین دفو         | تاتنهام        | ۱۸    |
| ۸    | سسک فابرگاس       | آرسنال         | ۱۵    |
| ۹    | امانوئل آدبایور   | منچستر سیتی    | ۱۴    |
| ۱۰   | گابریل آگبونلاهور | استون ویلا     | ۱۳    |
| ۱۰   | لوئیس ساها        | اورتون         | ۱۳    |

## ۱۱–۲۰۱۰
| رتبه | نام بازیکن        | باشگاه              | Goals |
| ---- | ----------------- | ------------------- | ----- |
| ۱    | دیمیتار برباتوف   | منچستر یونایتد      | ۲۰    |
| ۱    | کارلوس توز        | منچستر سیتی         | ۲۰    |
| ۳    | رابین فن پرسی     | آرسنال              | ۱۸    |
| ۴    | دارن بنت          | استون ویلا          | ۱۷    |
| ۵    | پیتر اودموینگی    | وست بروم ویچ آلبیون | ۱۵    |
| ۶    | دیجی کمپل         | بلکپول              | ۱۳    |
| ۶    | اندی کارول        | لیورپول             | ۱۳    |
| ۶    | خاویر ارناندس     | منچستر یونایتد      | ۱۳    |
| ۶    | درک کویت          | لیورپول             | ۱۳    |
| ۶    | فلورن مالودا      | چلسی                | ۱۳    |
| ۶    | رافائل فن در فارت | تاتنهام هاتسپر      | ۱۳    |

## ۱۲–۲۰۱۱
| رتبه | بازیکن          | باشگاه          | گل |
| ---- | --------------- | --------------- | -- |
| ۱    | رابین فن پرسی   | آرسنال          | ۳۰ |
| ۲    | وین رونی        | منچستر یونایتد  | ۲۷ |
| ۳    | سرخیو آگوئرو    | منچستر سیتی     | ۲۳ |
| ۴    | کلینت دمپسی     | فولام           | ۱۷ |
| ۴    | امانوئل آدبایور | تاتنهام هاتسپر  | ۱۷ |
| ۴    | یاکوبو ایگبنی   | بلکبرن          | ۱۷ |
| ۷    | دمبا با         | نیوکاسل         | ۱۶ |
| ۸    | گرانت هالت      | نوریچ سیتی      | ۱۵ |
| ۹    | ادین ژکو        | منچستر سیتی     | ۱۴ |
| ۱۰   | ماریو بالوتلی   | منچستر سیتی     | ۱۳ |
| ۱۰   | پاپیس سیسه      | نیوکاسل یونایتد | ۱۳ |

## ۱۳–۲۰۱۲
| رتبه | بازیکن             | باشگاه         | گل |
| ---- | ------------------ | -------------- | -- |
| ۱    | رابین فن پرسی      | منچستر یونایتد | ۲۶ |
| ۲    | لوییز آلبرتو سوارز | لیورپول        | ۲۳ |
| ۳    | گرت بیل            | تاتنهام        | ۲۱ |
| ۴    | کریستین بنتک       | استون ویلا     | ۱۹ |
| ۵    | میچو               | سوانزی سیتی    | ۱۸ |
| ۶    | روملو لوکاکو       | وست برومویچ    | ۱۷ |
| ۷    | دمبا با            | چلسی / نیوکاسل | ۱۵ |
| ۷    | دیمیتار برباتوف    | فولام          | ۱۵ |
| ۷    | ریکی لامبرت        | ساوت‌همپتون     | ۱۵ |
| ۷    | فرانک لمپارد       | چلسی           | ۱۵ |

## ۱۴–۲۰۱۳
| رتبه | بازیکن       | باشگاه         | گل |
| ---- | ------------ | -------------- | -- |
| ۱    | لوییس سوارز  | لیورپول        | ۳۱ |
| ۲    | دنیل استاریج | لیورپول        | ۲۱ |
| ۳    | یحیی توره    | منچستر سیتی    | ۲۰ |
| ۴    | سرخیو آگوئرو | منچستر سیتی    | ۱۷ |
| ۴    | وین رونی     | منچستر یونایتد | ۱۷ |
| ۶    | ویلفرید بونی | سوانزی سیتی    | ۱۶ |
| ۶    | ادین ژکو     | منچستر سیتی    | ۱۶ |
| ۶    | اولیویر ژیرو | آرسنال         | ۱۶ |
| ۹    | روملو لوکاکو | اورتون         | ۱۵ |
| ۹    | جی رودریگز   | ساوت‌همپتون     | ۱۵ |

## ۱۵–۲۰۱۴
| رتبه | نام بازیکن    | باشگاه             | Goals |
| ---- | ------------- | ------------------ | ----- |
| ۱    | سرخیو آگوئرو  | منچستر سیتی        | ۲۶    |
| ۲    | هری کین       | تاتنهام هاتسپر     | ۲۱    |
| ۳    | دیگو کوستا    | چلسی               | ۲۰    |
| ۴    | چارلی آستین   | کوئینز پارک رنجرز  | ۱۸    |
| ۵    | الکسیس سانچز  | آرسنال             | ۱۶    |
| ۶    | سدو براهینو   | وست برومویچ آلبیون | ۱۴    |
| ۶    | الیویه ژیرو   | آرسنال             | ۱۴    |
| ۶    | ادن هازارد    | چلسی               | ۱۴    |
| ۹    | کریستین بنتکه | استون ویلا         | ۱۳    |
| ۱۰   | گراتسیانو پله | ساتهمپتون          | ۱۲    |
| ۱۰   | وین رونی      | منچستر یونایتد     | ۱۲    |
| ۱۰   | داوید سیلوا   | منچستر سیتی        | ۱۲    |

## ۱۶–۲۰۱۵
| رتبه | بازیکن        | باشگاه         | شمار گل |
| ---- | ------------- | -------------- | ------- |
| ۱    | هری کین       | تاتنهام هاتسپر | ۲۵      |
| ۲    | سرخیو آگوئرو  | منچستر سیتی    | ۲۴      |
| ۲    | جیمی واردی    | لستر سیتی      | ۲۴      |
| ۴    | روملو لوکاکو  | اورتون         | ۱۸      |
| ۵    | ریاض محرز     | لستر سیتی      | ۱۷      |
| ۶    | الیویه ژیرو   | آرسنال         | ۱۶      |
| ۷    | جرمین دفو     | ساندرلند       | ۱۵      |
| ۷    | اودیون ایگالو | واتفورد        | ۱۵      |
| ۹    | تروی دینی     | واتفورد        | ۱۳      |
| ۹    | الکسیس سانچز  | آرسنال         | ۱۳      |

## ۱۷–۲۰۱۶
| رتبه | بازیکن             | باشگاه         | گل |
| ---- | ------------------ | -------------- | -- |
| ۱    | هری کین            | تاتنهام هاتسپر | ۲۹ |
| ۲    | روملو لوکاکو       | اورتون         | ۲۵ |
| ۳    | الکسیس سانچز       | آرسنال         | ۲۴ |
| ۴    | سرخیو آگوئرو       | منچستر سیتی    | ۲۰ |
| ۴    | دیگو کوستا         | چلسی           | ۲۰ |
| ۶    | دله الی            | تاتنهام هاتسپر | ۱۸ |
| ۷    | زلاتان ابراهیموویچ | منچستر یونایتد | ۱۷ |
| ۸    | ادن آزار           | چلسی           | ۱۶ |
| ۸    | جاشوا کینگ         | ای‌اف‌سی بورنموث | ۱۶ |
| ۱۰   | کریستین بنتک       | کریستال پالاس  | ۱۵ |
| ۱۰   | جرمین دفو          | ساندرلند       | ۱۵ |
| ۱۰   | فرناندو یورنته     | سوانزی سیتی    | ۱۵ |

## ۱۸–۲۰۱۷
| رتبه | بازیکن          | باشگاه                 | گل |
| ---- | --------------- | ---------------------- | -- |
| ۱    | محمد صلاح       | لیورپول                | ۳۲ |
| ۲    | هری کین         | تاتنهام هاتسپر         | ۳۰ |
| ۳    | سرخیو آگوئرو    | منچستر سیتی            | ۲۱ |
| ۴    | جیمی واردی      | لستر سیتی              | ۲۰ |
| ۵    | رحیم استرلینگ   | منچستر سیتی            | ۱۸ |
| ۶    | روملو لوکاکو    | منچستر یونایتد         | ۱۶ |
| ۷    | روبرتو فیرمینو  | لیورپول                | ۱۵ |
| ۸    | الکساندر لاکازت | آرسنال                 | ۱۴ |
| ۹    | گابریل ژسوس     | منچستر سیتی            | ۱۳ |
| ۱۰   | ادن آزار        | چلسی                   | ۱۲ |
| ۱۰   | ریاض محرز       | لستر سیتی              | ۱۲ |
| ۱۰   | گلن مورای       | برایتون اند هوو آلبیون | ۱۲ |
| ۱۰   | سون هیونگ-مین   | تاتنهام هاتسپر         | ۱۲ |

## ۱۹–۲۰۱۸
| رتبه | بازیکن              | باشگاه        | گل |
| ---- | ------------------- | ------------- | -- |
| ۱    | پیر امریک اوبامیانگ | آرسنال        | ۲۲ |
| ۱    | سادیو مانه          | لیورپول       | ۲۲ |
| ۱    | محمد صلاح           | لیورپول       | ۲۲ |
| ۴    | سرخیو آگوئرو        | منچسترسیتی    | ۲۱ |
| ۵    | جیمی واردی          | لسترسیتی      | ۱۸ |
| ۶    | هری کین             | تاتنهام       | ۱۷ |
| ۶    | رحیم استرلینگ       | منچسترسیتی    | ۱۷ |
| ۸    | ادن هازارد          | چلسی          | ۱۶ |
| ۹    | کالوم ویلسون        | بورنموث       | ۱۴ |
| ۱۰   | پل پوگبا            | منچستریونایتد | ۱۳ |
| ۱۰   | الکساندر لاکازت     | آرسنال        | ۱۳ |
| ۱۰   | گلن مورای           | برایتون       | ۱۳ |
| ۱۰   | رائول خیمنز         | ولورهمپتون    | ۱۳ |
| ۱۰   | ریچارلیسون          | اورتون        | ۱۳ |
| ۱۰   | گیلوی سیگرسون       | اورتون        | ۱۳ |